# Paul Di Filippo

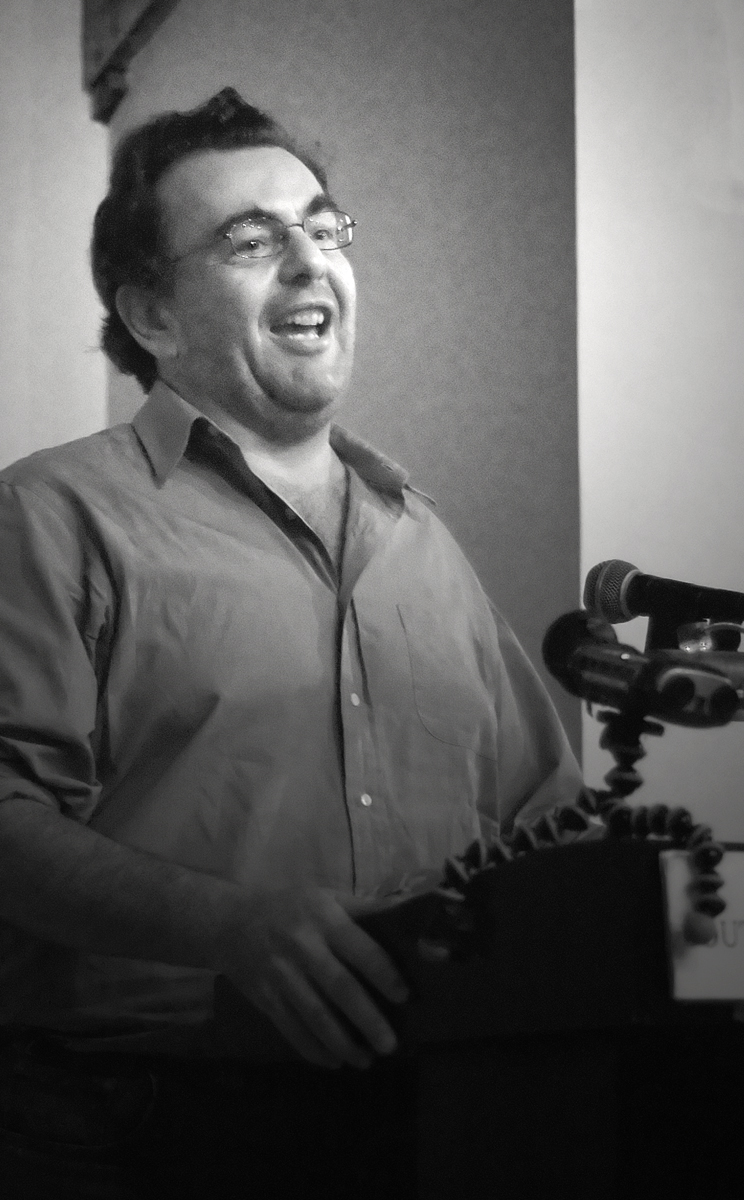
Paul Di Filippo (2009)

Paul Di Filippo (* 29. Oktober 1954 in Woonsocket (Rhode Island)) ist ein US-amerikanischer Science-Fiction-Autor.

## Biografie
Paul Di Filippo lebt in Providence, Rhode Island, wo er studierte und bis 1982 als Programmierer arbeitete. Nach Aufenthalten in Hawaii und Europa kehrte er nach Providence zurück.
Di Filippo schrieb Hunderte von Kurzgeschichten, von denen einige in vielbeachteten Kollektionen veröffentlicht wurden, etwa The Steampunk Trilogy (1995), Ribofunk (1996), Fractal Paisleys (1997), Lost Pages (1998), Strange Trades (2001), Little Doors (2002) und weitere. Zu seinen Romanen zählen Ciphers (1997), Joe’s Liver (2000), A Mouthful of Tongues (2002), Fuzzy Dice (2003) und Spondulix (2004). Seine Erzählung A Year in the Linear City (2002) war für den Hugo Award, den World Fantasy Award und den Theodore Sturgeon Memorial Award nominiert.
Daneben schreibt Di Filippo regelmäßig Rezensionen für Zeitschriften wie Asimov’s Science Fiction, The Magazine of Fantasy and Science Fiction, Interzone, Nova Express und andere.